# Gould Peak
Der Gould Peak ist ein 440 m hoher Berg in der antarktischen Ross Dependency. Auf der Edward-VII-Halbinsel ragt er 1,5 km nördlich des Tennant Peak in der südlichen Gruppe der Rockefeller Mountains auf.
Entdeckt wurde er am 27. Januar 1929 während eines Überfluges bei der ersten Antarktisexpedition (1928–1930) des US-amerikanischen Polarforschers Richard Evelyn Byrd. Dieser benannte ihn nach Charles F. Gould (1896–1977), der als Zimmerer bei dieser Forschungsreise tätig war.